# Generaldirektion Justiz, Grundrechte und Bürgerschaft
Die Generaldirektion Justiz, Grundrechte und Bürgerschaft (kurz GD JUST) war eine Generaldirektion der Europäischen Kommission, welche organisatorisch zu den Generaldirektionen für Politikfelder (Policies) gehört. Sie war der Luxemburger EU-Kommissarin Viviane Reding (CSV/EVP) aus der EU-Kommission Barroso (2010 bis 2014) zugeordnet. Die Leiterin war Tiina Astola.
Die Generaldirektion wurde 2010 durch die Teilung der vorherigen Generaldirektion für Justiz, Freiheit und Sicherheit geschaffen. Die Teilung erfolgte entsprechend der Teilung des Ressorts des Kommissars für Justiz, Freiheit und Sicherheit in ein Justiz- und ein Innenpolitik-Ressort.
Sie wurde 2014 durch die Generaldirektion Justiz und Verbraucher abgelöst.

## Direktionen
Die Generaldirektion bestand aus vier Direktionen, diese waren je nach Größe in bis zu 4 Abteilungen untergliedert.
Die Direktionen waren (Stand Juni 2011):
- Direktion A: Ziviljustiz
- Direktion B: Strafjustiz
- Direktion C: Grundrechte und Unionsbürgerschaft
- Direktion D: Gleichstellung

## Agenturen
- Europäische Beobachtungsstelle für Drogen und Drogensucht (engl. European Monitoring Centre for Drugs and Drug Addiction (EMCDDA)) mit Sitz in Lissabon
- Europäische Einheit für justizielle Zusammenarbeit (Eurojust) mit Sitz in Den Haag
- Agentur der Europäischen Union für Grundrechte (engl. European Union Agency for Fundamental Rights (FRA)) mit Sitz in Wien
- Europäisches Institut für Gleichstellungsfragen (engl. European Institute for Gender Equality (EIGE)) mit Sitz in Vilnius